# 維濟魯鄉
45°01′N 27°42′E / 45.017°N 27.700°E
維濟魯鄉（羅馬尼亞語：Comuna Viziru, Brăila），是羅馬尼亞的鄉份，位於該國東南部，由布勒伊拉縣負責管轄，面積106平方公里，海拔高度14米，2007年人口6,090，人口密度每平方公里58人。